# James N. Frey
Pour les articles homonymes, voir Frey.
Ne doit pas être confondu avec James Frey.
James N. Frey, né le 15 mars 1943 à Syracuse, dans l'État de New York, aux États-Unis, est un écrivain américain, auteur de roman policier.

## Biographie
Il est professeur d'écriture créative à l'université de Californie à Berkeley.
En 1984, il publie son premier roman, The Last Patriot. En 1987, avec The Long Way to Die, il commence une série consacrée à Joe Zanca, un ancien boxeur d'origine sicilienne qui travaille pour une officine de détectives privés à San Francisco. Ce roman est finaliste pour l'attribution du prix Edgar-Allan-Poe en 1988. Du plomb dans la tête (A Killing in Dreamland), paru en 1988, est le second titre de cette série et, selon Claude Mesplède et Jean-Jacques Schleret, est « un roman sans intérêt qui oppose flics honnêtes et flics ripoux dans une affaire de drogue ».

## Œuvre

### Romans

#### SérieJoe Zanca
- The Long Way to Die (1987)
- A Killing in Dreamland (1988) Publié en français sous le titre Du plomb dans la tête, Paris, Éditions Gallimard, coll. « Série noire » no 2211 (1989)  (ISBN 2-07-049211-7)

#### Autres romans
- The Last Patriot (1984)
- The Armageddon Game (1985)
- The Elixir (1986)
- U.S.S.A. (1987)
- Circle of Death (1988)
- Came a Dead Cat (1991)
- Winter of the Wolves (1992)

### Autres ouvrages
- How to Write a Damn Good Novel (1987)
- How to Write a Damn Good Novel, II (1994)
- The Key (2000)
- The How to Write Damn Good Fiction (2002)
- How to Write a Damn Good Mystery (2004)
- Gift of the White Light (2008)
- How to Write a Damn Good Thriller (2010)

## Sources
: document utilisé comme source pour la rédaction de cet article.
Claude Mesplède et Jean-Jacques Schleret, Les Auteurs de la Série noire p. 183, Joseph K. (1996)  (ISBN 9-782-91068611-6)